# Cesare Augusto Fasanelli
Cesare Augusto Fasanelli (Roma, 19 maggio 1907 – Roma, 4 aprile 1992) è stato un allenatore di calcio e calciatore italiano, di ruolo attaccante.

## Caratteristiche tecniche
Fasanelli è considerato un interno dotato di tecnica raffinata, capace di costruire il gioco e di concluderlo. Bravo negli stacchi di testa e nella scelta del tempo, caratteristica che gli permetteva di segnare molte reti.

## Carriera
Fasanelli esordì nel campionato di Terza divisione 1922-1923 con i colori della Romulea, storica società romana nata nel 1922 di cui il papà Pio fu socio fondatore. Trasferitosi nel 1925 all'Alba Roma, debuttò con la maglia bianco-verde in Prima Divisione 1925-1926, anno in cui tra l'altro i romani giungono alla finale scudetto, poi perduta contro la Juventus. Con la fusione di Alba, Fortitudo e Roman, dal 1927 indossa la maglia della Roma: in attacco fa coppia con Rudolf Volk e va a segno 59 volte in sei stagioni tra Divisione Nazionale e Serie A. Da segnalare la cinquina realizzata nella vittoria casalinga dei capitolini contro il Livorno (7-1) del 3 maggio 1931.
In seguito Fasanelli si trasferisce al Pisa e poi alla Fiorentina, con cui gioca la Coppa dell'Europa Centrale 1935 segnando tre reti e diventando così il miglior realizzatore della squadra gigliata in quella competizione. L'anno dopo va al Genova 1893, contribuendo alla vittoria dell'unica Coppa Italia "rossoblù" nel 1936-1937, e al Parma, per poi tornare a Roma dove indosserà la maglia di realtà locali come MATER (dove ritroverà ex compagni della Roma come Bernardini e Celestini) e Ala Littoria, di cui è allenatore/giocatore. Partecipa infine nel 1944 ai tornei di guerra disputati come giocatore della MATER.

## Statistiche

### Presenze e reti nei club
Statistiche aggiornate al 21 ottobre 2015.
| Stagione        | Squadra         | Campionato      | Campionato | Campionato | Coppe nazionali | Coppe nazionali | Coppe nazionali | Coppe continentali | Coppe continentali | Coppe continentali | Totale | Totale |
| Stagione        | Squadra         | Comp            | Pres       | Reti       | Comp            | Pres            | Reti            | Comp               | Pres               | Reti               | Pres   | Reti   |
| --------------- | --------------- | --------------- | ---------- | ---------- | --------------- | --------------- | --------------- | ------------------ | ------------------ | ------------------ | ------ | ------ |
| 1925-1926       | Alba Roma       | PD              | 1          | 0          | -               | -               | -               | -                  | -                  | -                  | 1      | 0      |
| 1926-1927       | Alba Audace     | DN              | 11         | 2          | -               | -               | -               | -                  | -                  | -                  | 11     | 2      |
| 1927-1928       | Roma            | DN              | 18         | 4          | CC              | 14              | 9               | -                  | -                  | -                  | 32     | 13     |
| 1928-1929       | Roma            | DN              | 27         | 14         | -               | -               | -               | -                  | -                  | -                  | 27     | 14     |
| 1929-1930       | Roma            | A               | 26         | 9          | -               | -               | -               | -                  | -                  | -                  | 26     | 9      |
| 1930-1931       | Roma            | A               | 34         | 18         | -               | -               | -               | -                  | -                  | -                  | 34     | 18     |
| 1931-1932       | Roma            | A               | 32         | 6          | -               | -               | -               | CEC                | 4                  | 1                  | 36     | 7      |
| 1932-1933       | Roma            | A               | 29         | 9          | -               | -               | -               | -                  | -                  | -                  | 29     | 9      |
| Totale Roma     | Totale Roma     | Totale Roma     | 166        | 60         |                 | 14              | 9               |                    | 4                  | 1                  | 184    | 70     |
| 1933-1934       | Pisa            | PD              | 34         | 3          | -               | -               | -               | -                  | -                  | -                  | 34     | 3      |
| 1934-1935       | Pisa            | B               | 29         | 4          | -               | -               | -               | -                  | -                  | -                  | 29     | 4      |
| Totale Pisa     | Totale Pisa     | Totale Pisa     | 63         | 7          |                 | -               | -               |                    | -                  | -                  | 63     | 7      |
| 1935-1936       | Fiorentina      | A               | 5          | 0          | -               | -               | -               | -                  | -                  | -                  | 5      | 0      |
| 1936-1937       | Genova 1893     | A               | 21         | 9          | -               | -               | -               | -                  | -                  | -                  | 21     | 9      |
| 1937-1938       | Genova 1893     | A               | 11         | 1          | -               | -               | -               | -                  | -                  | -                  | 11     | 1      |
| Totale Genoa    | Totale Genoa    | Totale Genoa    | 32         | 10         |                 | -               | -               |                    | -                  | -                  | 32     | 10     |
| 1938-1939       | Parma           | C               | 13         | 4          | -               | -               | -               | -                  | -                  | -                  | 13     | 4      |
| 1939-1940       | MATER           | C               | ?          | ?          | -               | -               | -               | -                  | -                  | -                  | ?      | ?      |
| 1940-1941       | MATER           | C               | ?          | ?          | -               | -               | -               | -                  | -                  | -                  | ?      | ?      |
| 1941-1942       | Ala Vittoria    | C               | ?          | ?          | -               | -               | -               | -                  | -                  | -                  | ?      | ?      |
| 1943-1944       | MATER           | CRG             | ?          | ?          | -               | -               | -               | -                  | -                  | -                  | ?      | ?      |
| Totale MATER    | Totale MATER    | Totale MATER    | ?          | ?          |                 | -               | -               |                    | -                  | -                  | ?      | ?      |
| Totale carriera | Totale carriera | Totale carriera | 291+       | 83+        |                 | 14              | 9               |                    | 4                  | 1                  | 309+   | 93+    |

### Statistiche da allenatore
Statistiche aggiornate al 31 dicembre 2014.
| Stagione        | Squadra         | Campionato      | Campionato | Campionato | Campionato | Campionato | Coppe nazionali | Coppe nazionali | Coppe nazionali | Coppe nazionali | Coppe nazionali | Coppe continentali | Coppe continentali | Coppe continentali | Coppe continentali | Coppe continentali | Altre coppe | Altre coppe | Altre coppe | Altre coppe | Altre coppe | Totale | Totale | Totale | Totale | % Vittorie |
| Stagione        | Squadra         | Comp            | G          | V          | N          | P          | Comp            | G               | V               | N               | P               | Comp               | G                  | V                  | N                  | P                  | Comp        | G           | V           | N           | P           | G      | V      | N      | P      | %          |
| --------------- | --------------- | --------------- | ---------- | ---------- | ---------- | ---------- | --------------- | --------------- | --------------- | --------------- | --------------- | ------------------ | ------------------ | ------------------ | ------------------ | ------------------ | ----------- | ----------- | ----------- | ----------- | ----------- | ------ | ------ | ------ | ------ | ---------- |
| 1941-1942       | Ala Vittoria    | C               | 28         | 14         | 7          | 7          | -               | -               | -               | -               | -               | -                  | -                  | -                  | -                  | -                  | -           | -           | -           | -           | -           | 28     | 14     | 7      | 7      | 50,00      |
| Totale carriera | Totale carriera | Totale carriera | 28         | 14         | 7          | 7          |                 | -               | -               | -               | -               |                    | -                  | -                  | -                  | -                  |             | -           | -           | -           | -           | 28     | 14     | 7      | 7      | 50,00      |

## Palmarès

### Giocatore

#### Club
- Coppa Italia: 1

Genoa: 1936-1937
- Coppa CONI: 1

Roma: 1928
- Serie C: 1

M.A.T.E.R.: 1939-1940